# Фрідріх Боте
Фрідріх Боте (нім. Friedrich Bothe; 1 липня 1917, Дімеринген — 7 травня 1943, Гібралтарська протока) — німецький офіцер-підводник, капітан-лейтенант крігсмаріне.

## Біографія
3 квітня 1936 року вступив на флот. З 3 жовтня 1938 по 2 квітня 1939 року пройшов курс підводника. З 3 квітня 1939 року — 2-й, з 4 листопада 1940 року — 1-й вахтовий офіцер на підводному човні U-30, на якому взяв участь у семи походах. З 28 березня 1941 року — командир U-5. 6 січня 1942 року переданий в розпорядження 21-ї флотилії. З 4 лютого 1942 року — командир U-101. З 1 квітня по 5 травня 1942 року пройшов підготовку при 24-й флотилії, з 6 травня по 2 червня — курс командира човна. 3 червня 1941 року направлений на будівництво U-447. З 11 липня 1942 року — командир U-447, на якому здійснив 2 походи (разом 44 дні в морі). 7 травня 1943 року U-447 був потоплений в Північній Атлантиці західніше Гібралтару (35°30′ пн. ш. 11°55′ зх. д.) глибинними бомбами британського бомбардувальника «Хадсон». Всі 48 членів екіпажу загинули.

## Звання
- Кандидат в офіцери (3 квітня 1936)
- Морський кадет (10 вересня 1936)
- Фенріх-цур-зее (1 травня 1937)
- Оберфенріх-цур-зее (1 липня 1938)
- Лейтенант-цур-зее (1 жовтня 1938)
- Оберлейтенант-цур-зее (1 жовтня 1940)
- Капітан-лейтенант (1 травня 1943)

## Нагороди
- Нагрудний знак підводника (грудень 1939)
- Залізний хрест
  - 2-го класу (18 січня 1940)
  - 1-го класу (27 серпня 1940)